# 湯尼·費南德茲
奧塔維歐·安東尼奧·費南德茲·卡斯楚（西班牙語：Octavio Antonio Fernández Castro，1962年6月30日—2020年2月16日），為前美國職棒大聯盟的游擊手。生涯曾效力於藍鳥、教士、大都會、紅人、洋基、印地安人、釀酒人和日職的西武獅等隊。他生涯入選5次明星賽，連續4年拿下金手套獎。單季4次打擊率超過3成，1990年單季敲出17支三壘安打。1993年，他在世界大賽的打擊率高達3成33，成為藍鳥奪冠的重要功臣之一。

## 生平

### 職業生涯
費南德茲在1983年登上大聯盟，並在1985年成為主力游擊手。1986年，他敲出213支安打，寫下當時大聯盟游擊手單季安打數紀錄。
1991年初，藍鳥將費南德茲和弗瑞德·麥葛里夫交易到教士，換來羅伯托·阿勒瑪和喬·卡特。費南德茲在教士待了兩年後，於1992年球季結束後被交易到大都會，換來D. J. Dozier、Wally Whitehurst和一名日後指定球員。不過費南德茲在1993年初表現不佳，因此他在季中被交易回藍鳥，換來Darrin Jackson。藍鳥在這年打進世界大賽，費南德茲在系列賽打回9分打點，寫下游擊手的單一世界大賽打點紀錄。
1995年，費南德茲與洋基簽下兩年合約。不過他在球季初就受傷，洋基也將新人德瑞克·基特拉上大聯盟。1995年9月3日，費南德茲達成完全打擊。1996年春訓，他因為手肘受傷導致整季報銷。

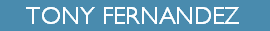
費南德茲退休後，藍鳥隊將他入選球隊的Level of Excellence

1997年，費南德茲加盟印地安人。1997年美國聯盟冠軍賽，費南德茲在第6場的11局上敲出致勝全壘打，幫助球隊1比0險勝金鶯挺進世界大賽。1997年世界大賽第7場，費南德茲敲出2分打點的安打，一度幫助球隊先馳得點。可惜最後他在11局發生守備失誤，導致印地安人後來被馬林魚逆轉，無緣拿下世界大賽冠軍。
1998年，費南德茲重返藍鳥。他在藍鳥的兩年間，打擊率都突破3成。2000年，費南德茲加入日職的西武獅。隔年他回到大聯盟，加盟釀酒人。同年，他第四次回到藍鳥，並在球季結束後退休。
2016年10月中，費南德茲入選安大略運動名人堂。

### 去世
2017年，費南德茲罹患腎臟病。2020年2月16日，費南德茲因為腎臟病引發的中風、白血病及誘發昏迷等併發症去世。

## 生涯成績
| 出賽次數 | 打席  | 打數  | 得分  | 安打  | 二安 | 三安 | 全壘打 | 打點 | 盜壘 | 保送 | 三振 | 打擊率 | 上壘率 | 長打率 | OPS  |
| -------- | ----- | ----- | ----- | ----- | ---- | ---- | ------ | ---- | ---- | ---- | ---- | ------ | ------ | ------ | ---- |
| 2,158    | 8,793 | 7,911 | 1,057 | 2,276 | 414  | 92   | 94     | 844  | 246  | 690  | 784  | .288   | .347   | .399   | .746 |

## 參看
- 美國職棒大聯盟安打排行榜
- 美國職棒大聯盟得分排行榜

## 外部連結
- 球員資訊和成績在MLB ，ESPN ，Retrosheet ，Baseball Reference ，Baseball Reference (Minors) ，Fangraphs ，The Baseball Cube （英文）

| 成就                   | 成就                  | 成就              |
| ---------------------- | --------------------- | ----------------- |
| 前任： Gregg Jefferies | 完全打擊 1995年9月3日 | 繼任： John Mabry |